# Uvarus satyrus
Uvarus satyrus är en skalbaggsart som först beskrevs av Guignot 1939.  Uvarus satyrus ingår i släktet Uvarus och familjen dykare. Inga underarter finns listade i Catalogue of Life.